# Ernst Witkamp
Ernest Sigismund (Ernst) Witkamp (Amsterdam, 13 maart 1854 - aldaar, 1 oktober 1897) was een Nederlandse schilder.

## Leven en werk
Witkamp studeerde aan de Rijksakademie van beeldende kunsten in Amsterdam (1871-1877), als leerling van onder anderen August Allebé en Barend Wijnveld. Ook onderging hij de invloed van Johan Adolf Rust en Jacob Olie, leraren aan de mede door vader Witkamp gestichte eerste Amsterdamse ambachtsschool. Hij maakte reizen naar België, Frankrijk en Duitsland. In 1882 won hij de Willink van Collenprijs, een prijs voor jonge schilders.
Witkamp was bevriend met Nicolaas van der Waay, met wie hij enige tijd een atelier deelde aan het Koningsplein. Witkamp, Van der Waay, Jan Hillebrand Wijsmuller, Carel Dake en een aantal anderen vormden samen het Gezelschap M.A.B. (genoemd naar Michelangelo Buonarroti). Hij was daarnaast (bestuurs)lid van Arti et Amicitiae in Amsterdam. Samen met Rust en Van der Waay verzorgde hij de decoraties aan en in het Paviljoen der stad Amsterdam en het Pavillon de la Presse op de Internationale Koloniale en Uitvoerhandel Tentoonstelling van 1883.
Van 1894 tot aan zijn overlijden was Witkamp conservator van het in 1863 opgerichte Museum Fodor. Dit museum was gevestigd op Keizersgracht 609. Witkamp had in die tijd boven in dit pand zijn atelier. Jacob Olie maakte een week na het overlijden van Witkamp in 1897 foto's van dit atelier.

## Enkele werken en het atelier

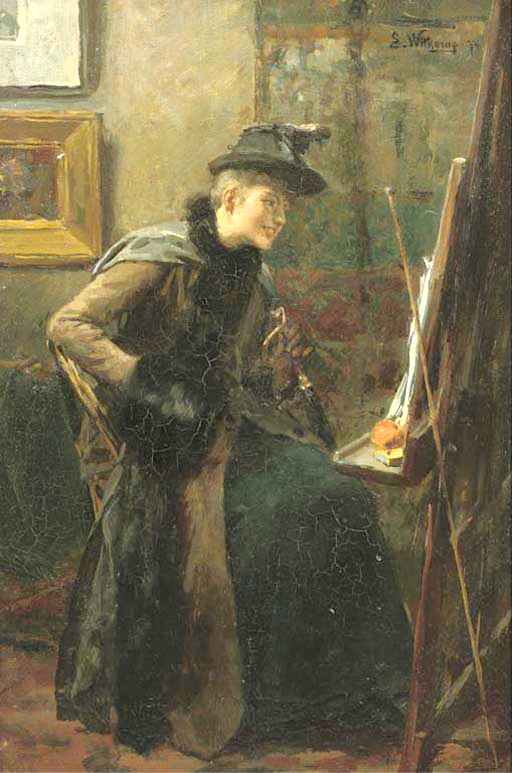
Bezoek op het atelier (1872)
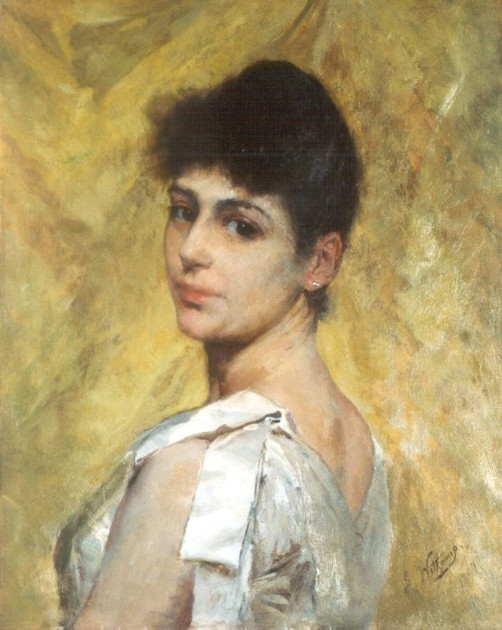
Studie van een jonge vrouw (1894)
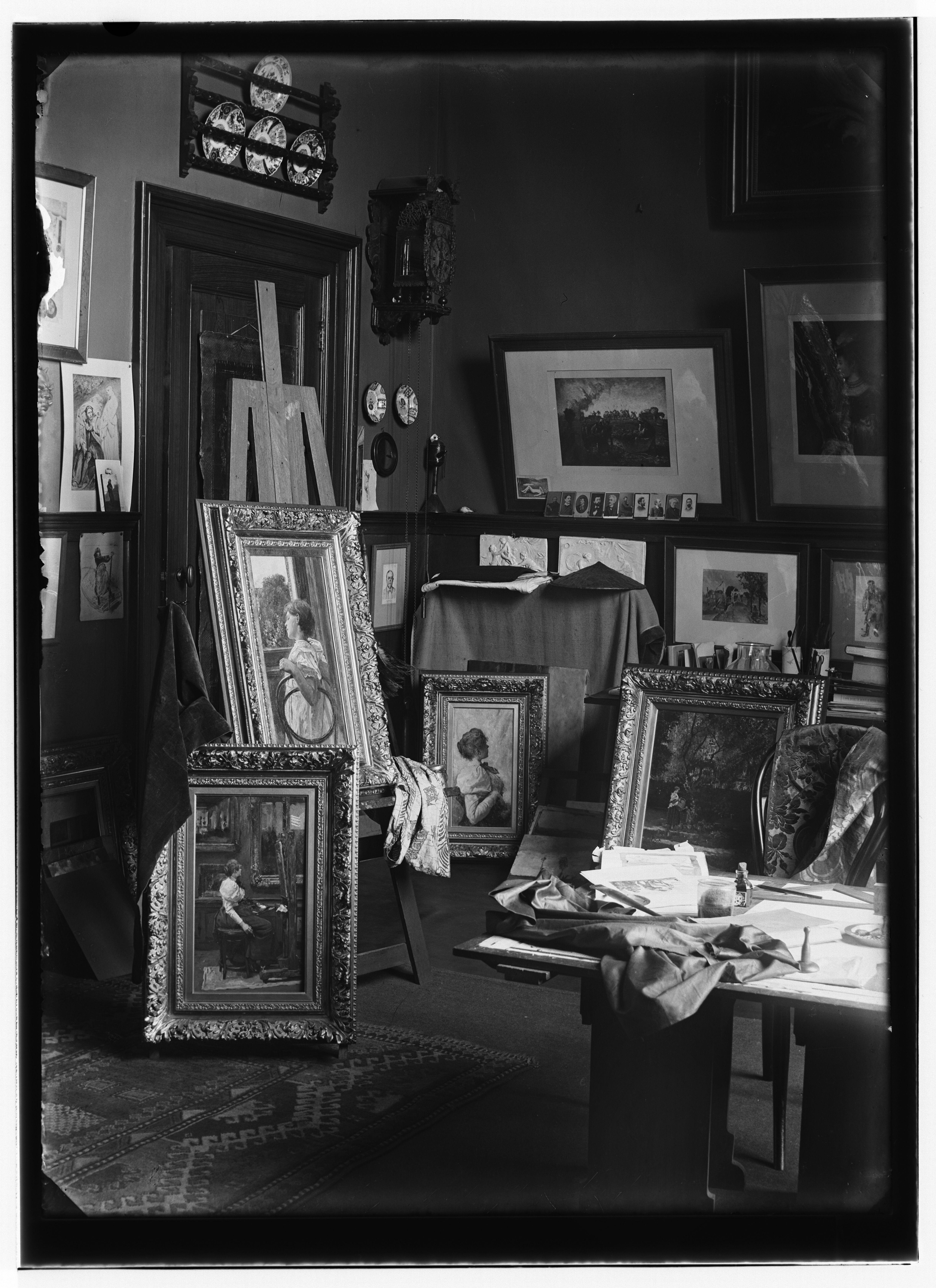
Witkamps atelier, gefotografeerd door Jacob Olie (1897)
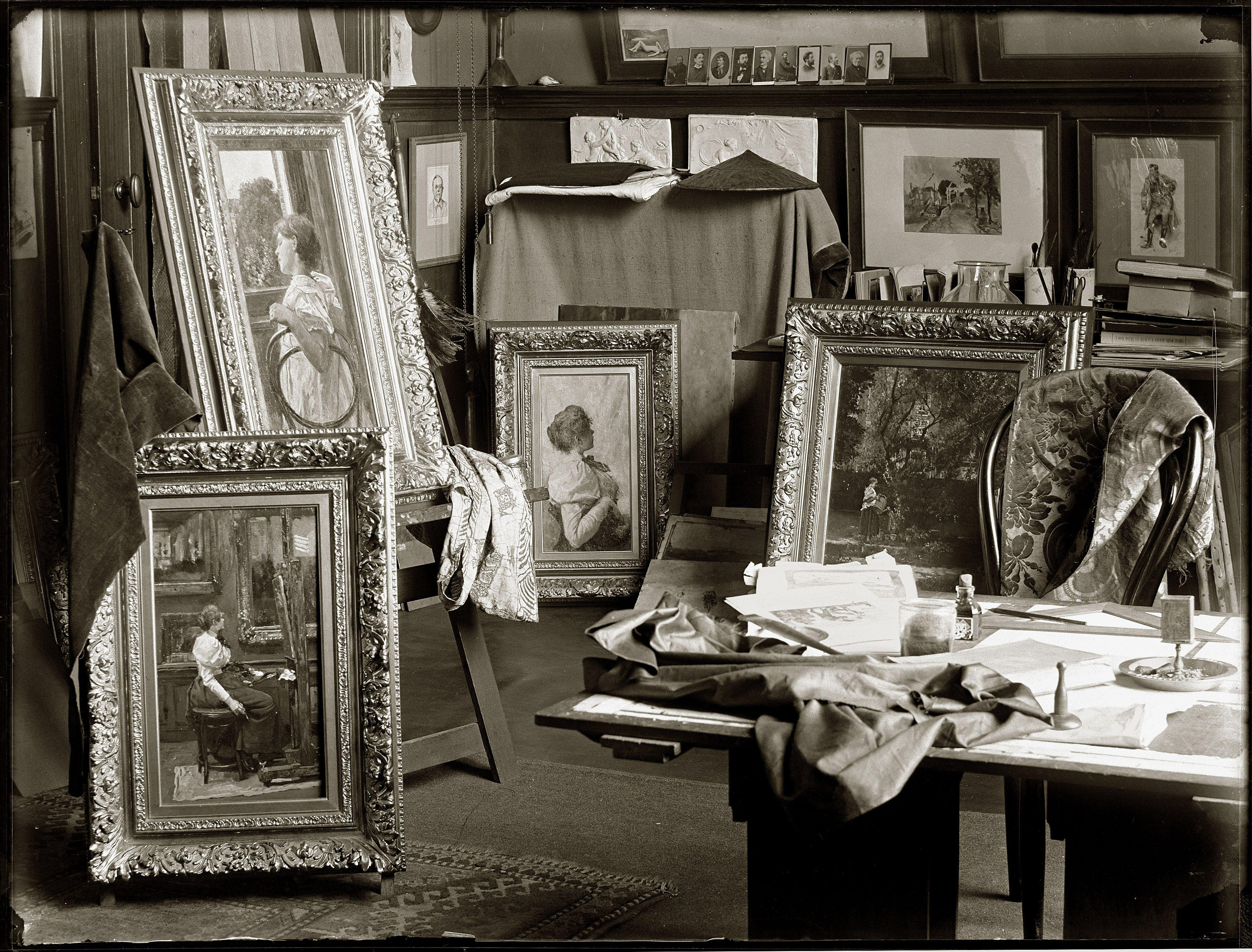
Nogmaals het atelier door Jacob Olie (1897)